# Vigna laurentii
Vigna laurentii är en ärtväxtart som beskrevs av De Wild.. Vigna laurentii ingår i släktet vignabönor, och familjen ärtväxter. Inga underarter finns listade i Catalogue of Life.